# Rabobäcken
Rabobäcken är ett vattendrag i södra Hälsingland, Bollnäs kommun. Vänsterbiflöde till Ljusnan. Längd ca 12 km. Rabobäcken kommer från Yxsjön vid Yxbo och strömmar därifrån västerut. Efter att ha gått under riksväg 50 rinner den i stort sett parallellt med denna på norra sidan. Där passeras bl.a. byn Rabo som givit Rabobäcken sitt namn. Slutligen går bäcken åter går under riksvägen, passerar byn Vevlinge och mynnar ut i sjön Varpen i Ljusnans flodområde.